# Piper PA-18 Super Cub
Piper PA-18 Super Cub je dvosedežno enomotorno lahko športno letalo ameriškega proizvajalca Piper Aircraft. Razvit je bil na podlagi Piper PA-11, ki sam izhaja iz J-3 Cuba in Taylor Cuba. PA-18 se uporablja za vleko jadralnih letal ali pa oglaševalskih plakatov in tudi za goščavsko letenje. Ima odlične STOL sposobnosti - vzleti in pristane lahko na zelo kratkih stezah. Velja za izjemno počasno letalo, saj ima pravokotna krilo, ki ima velik upor pri večjih hitrostih. Množično se uporablja za vleko jadralnih letal in oglasnih trakov, saj ima glede na svojo nizko težo presežek moči pri nizkih hitrostih. Letalo običajno tudi nima veliko inštrumentov, kajti uporabniki tega letala jih ne cenijo preveč.

## Specifikacije (PA-18-150)
Podatki iz Jane's All The World's Aircraft 1976-77 
Splošne karakteristike
- Posadka: 1
- Število sedežev: 1 potnik
- Dolžina: 22 ft 7 in (6,88 m)
- Razpon kril: 35 ft 2½ in (10,73 m)
- Višina: 6 ft 8½ in (2,02 m)
- Površina kril: 178,5 sq ft (16,58 m²)
- Aeroprofil: USA 35B
- Vitkost: 7:1
- Teža praznega letala: 930 lb (422 kg)
- Maks. vzletna teža: 1750 lb (794 kg)
- Pogon letala: 1 ×  Zračno hlajeni 4-valjni protibatni motor Lycoming O-320, 150 KM (112 kW)

 Zmogljivost 
- Neprekoračljiva hitrost: 132 vozlov (246 km/h, 153 mph)
- Maks. hitrost: 113 vozlov (208 km/h, 130 mph) na nivoju morja
- Potovalna hitrost: 100 vozlov]] (185 km/h, 115 mph) (75% moč)
- Hitrost porušitve vzgona: 38 vozlov (69 km/h, 43 mph) s spuščenimi zakrilci
- Doseg: 399 nmi (735 km, 460 milj)
- Višina leta: 19000 ft (5595 m)

## Podobna letala
- Piper J-3
- Aero Boero AB-95
- American Champion Scout
- Aviat Husky
- Light Miniature Aircraft LM-5
- CubCrafters Carbon Cub SS
- CubCrafters CC18-180 Top Cub
- Super 18 Model S18-180
- Bearhawk Patrol